# 3366 Gödel
3366 Gödel là một tiểu hành tinh vành đai chính với chu kỳ quỹ đạo là 1904.2685078 ngày (5.21 năm).
Nó được phát hiện ngày 22 tháng 9 năm 1985.